# Pingfang
För andra betydelser, se Pingfang (olika betydelser).
Pingfang är ett stadsdistrikt i som lyder under staden Harbin, Kina.
Distriktet var åren 1931-45 en del av den japanska lydstaten Manchukuo och är framför allt känt som huvudbas för den japanska Enhet 731 under Japans ockupation av Kina och andra världskriget.
Enhet 731 hade sin bas i Pingfang mellan 1935 och 1945, men brände vid krigsslutet upp hela anläggningen för att undanröja bevis för verksamheten. Det enda som står kvar idag är några förbränningsugnar som fortfarande används av lokala industrier.